# Abdelkrim Dali
Abdelkrim Dali (in arabo عبد الكريم دالي‎?; Tlemcen, 21 novembre 1914 – Algeri, 21 febbraio 1978) è stato un cantante e musicista algerino.

## Biografia
Nacque a Tlemcen come figlio unico da un'antica famiglia di origine koulougli. L'ambiente familiare e il contatto con importanti maestri quali Omar Bakhchi, M'hammed Sari, Abdessalam Bensari, Yahia Bendali, Boudalfa, Mustapha Brixi e El Yaho Bensaïd lo portarono a sviluppare la passione per la musica. Si unì alle orchestre di Larbi Bensari e di Cheikha Tetma, che lo resero noto ai circoli di amanti della musica arabo-andalusa. Nel 1938 fece un lungo tour nell'allora Algeria francese e l'anno seguente in Francia. Nel 1940 partecipò al lancio di Radio-Alger, nella quale si unì definitivamente all'orchestra nel 1952, suonando l'oud. Si trasferì quindi ad Algeri con la famiglia. Dopo l'indipendenza dell'Algeria nel 1962, ricevette una cattedra al conservatorio di Algeri. Nel 1971, lavorò come consulente per l'Istituto Nazionale di Musica e raccolse tutte le nûba della tradizione di Tlemcen.